# Visualitzador fluorescent de buit

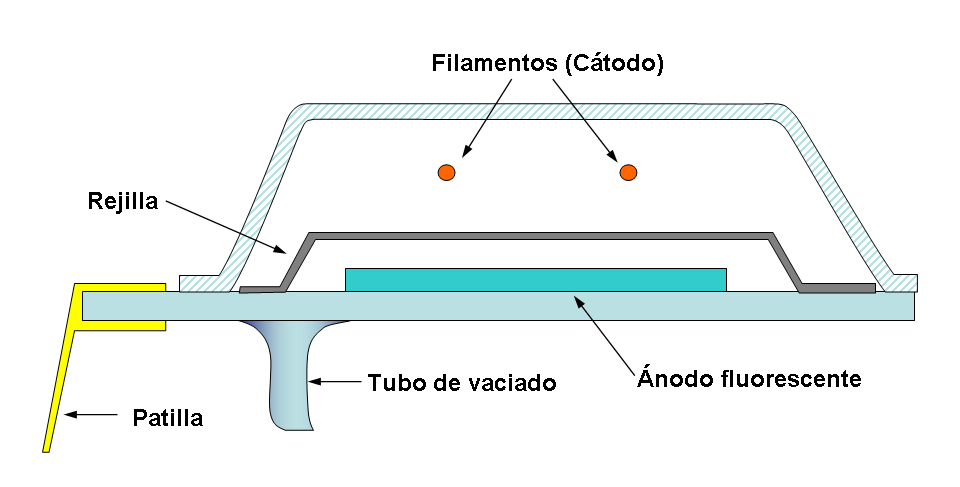
Diagrama d'un VFD típic. La figura mostra la disposició d'aquests elements. Els filaments se solen alimentar amb corrent altern, fet que evita que el VFD brilli més per un extrem que per l'altre. Depenent del model, funcionen amb tensions d'alimentació de reixetes i ànodes a partir de 12V

Un visualitzador fluorescent de buit o VFD (en anglès Vacuum Fluorescent Display), vulgarment conegut com a visualitzador de plasma, consisteix en una ampolla de vidre que conté un o diversos filaments que actuen de càtode, diversos ànodes recoberts de fòsfor i una reixeta per caràcter. En polaritzar positivament els ànodes i les reixetes, els electrons emesos pel càtode són atrets per l'ànode, que s'il·lumina per fluorescència.

## Evolució

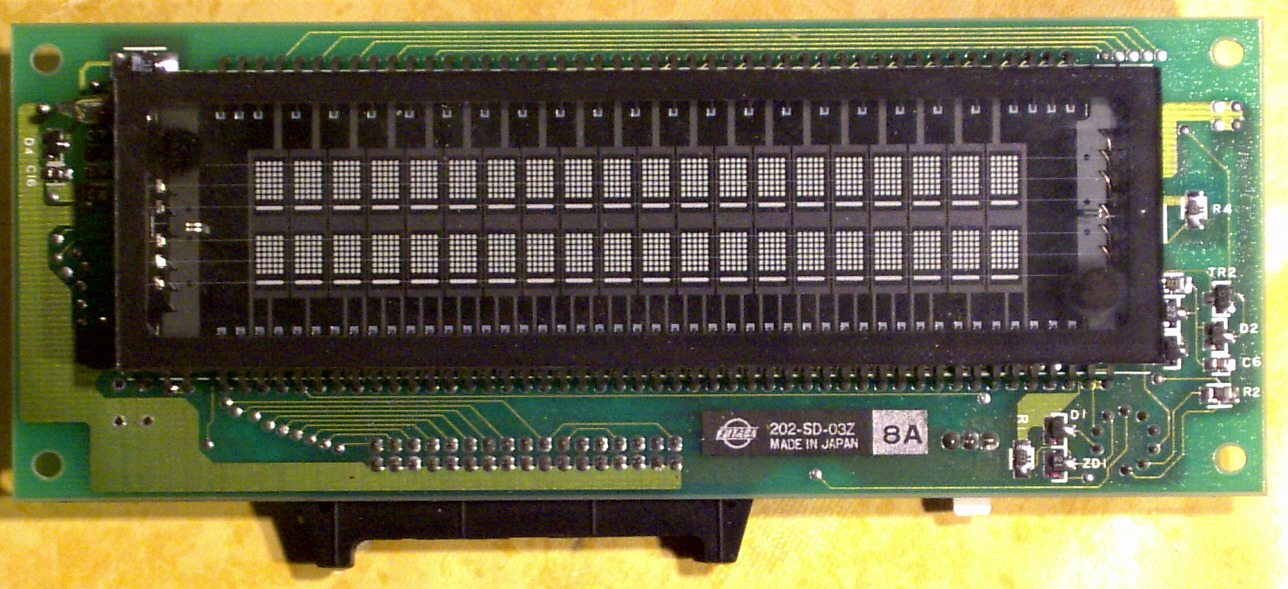
Mòdul fluorescent Futaba 1202SD03C. Consta de 6 filaments i 2 x 20 caràcters.

L'evolució dels VFD va córrer paral·lela a l'evolució de les calculadores digitals, en competència amb els displays de LED. Finalment, a causa del seu elevat pes i consum, aquesta aplicació va caure en desús quan van aparèixer els LCD retro-il·luminats a preus competitius. El disseny del visualitzador és molt flexible, i pot afegir símbols i gràfics especials (Custom) per a cada aplicació. El fòsfor dels ànodes es pot tenyir de verd, groc, vermell, blau, etc., Amb el que s'obtenen visualitzadors amb colors molt vistosos, d'aplicació comuna en equips d'alta fidelitat i vídeo, fotocopiadores, etc. També s'utilitzen en caixes registradores i petits panells informatius.
Els fabricants ofereixen mòduls que contenen el VFD, els inversors per generar l'alta tensió del display i els circuits necessaris per adaptar i retenir la informació, i connectables directament al bus d'un microprocessador, alimentant-se a la mateixa tensió que aquest.